# Lützow (cruzador de 1939)
O Lützow foi um cruzador pesado construído para a Kriegsmarine e a quinta e última embarcação da Classe Admiral Hipper, depois do Admiral Hipper, Blücher, Prinz Eugen e Seydlitz. Sua construção começou em agosto de 1937 na Deutsche Schiff- und Maschinenbau em Bremen e foi lançado ao mar em julho de 1939. Ele foi vendido para a União Soviética em fevereiro de 1940 e transferido totalmente para o controle soviético em abril, porém estava ainda incompleto, com apenas metade de sua bateria principal instalada e boa parte da superestrutura faltando.
Foi renomeado para Petropavlovsk, porém sua finalização foi atrasada pela cooperação ruim entre alemães e soviéticos. A Alemanha invadiu a União Soviética em junho de 1941 e o navio foi brevemente usado na defesa de Leningrado como suporte de artilharia. Foi seriamente danificado em setembro de 1941 e afundado em abril de 1942, porém foi reflutuado em setembro. Passou por reparos e foi renomeado Tallinn em 1944, sendo usado de novo em Leningrado. Depois da guerra atuou como plataforma de treinamento e alojamento, sendo renomeado para Dniepr e desmontado.

## Características

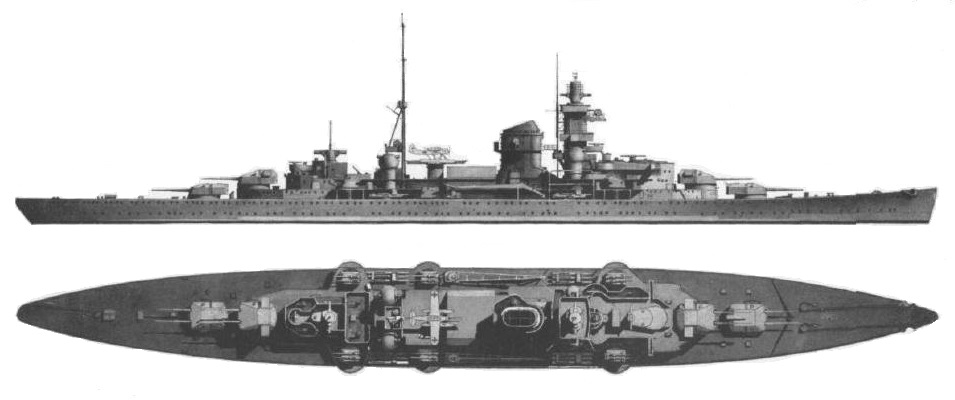
Desenho da Classe Admiral Hipper

Os cruzadores pesados da Classe Hipper Admiral foram encomendados no contexto do rearmamento alemão após a ascensão do Partido Nazista ao poder em 1933, que repudiou as cláusulas de desarmamento do Tratado de Versalhes. A Alemanha assinou o Acordo Naval Anglo-Germânico com o Reino Unido em 1935, que proporcionou a base legal para o rearmamento. O tratado especificava que a Alemanha poderia construir cinco "cruzadores de tratado" de até dez mil toneladas. A Classe Admiral Hipper estava nominalmente dentro desse limite, porém na realidade era muito maior.
O Lützow tinha 210 metros de comprimento de fora a fora, boca de 21,8 metros e calado máximo de 7,9 metros. Seu deslocamento projetado era de 17,6 mil toneladas e o deslocamento carregado de 20,1 mil toneladas. Seu sistema de propulsão era composto por três conjuntos de turbinas a vapor alimentadas por nove caldeiras de alta-pressão a óleo combustível. Seus motores poderiam produzir 133,2 mil cavalos-vapor (98 mil quilowatts), suficiente para uma velocidade máxima de 32 nós (59 quilômetros por hora). Sua tripulação consistiria em 42 oficiais e 1 340 marinheiros.
O armamento principal do cruzador consistiria em oito canhões calibre 60 de 203 milímetros montados em quatro torres de artilharia duplas, duas na proa e duas na popa, com uma sobreposta a outra. Sua bateria antiaérea seria formada por doze canhões calibre 65 de 105 milímetros, doze canhões calibre 83 de 37 milímetros e oito canhões calibre 65 de 20 milímetros. A embarcação também seia equipada com doze tubos de torpedo de 533 milímetros distribuídos em quatro lançadores triplos, dois à meia-nau em cada lado da superestrutura. O Lützow operaria três hidroaviões Arado Ar 196, com um hangar e uma catapulta. O cinturão de blindagem tinha setenta a oitenta milímetros de espessura; o convés superior ficava de doze a trinta milímetros, enquanto o convés blindado principal tinha entre vinte e cinquenta milímetros. As torres de artilharia principal tinham placas frontais de 105 milímetros e laterais de setenta milímetros.

## História
O Lützow foi construído pela Deutsche Schiff- und Maschinenbau em Bremen. Ele foi originalmente projetado como uma versão cruzador rápido da Classe Admiral Hipper, armado com doze canhões de 149 milímetros em vez dos oito canhões de 203 milímetros. Entretanto, a Kriegsmarine decidiu em 14 de novembro de 1936 que o navio seria um cruzador pesado idêntico a seus irmãos. Seu batimento de quilha ocorreu em 2 de agosto de 1937, sob o número de construção 941. A embarcação foi lançada ao mar em 1º de julho de 1939, porém não completada devido ao início da Segunda Guerra Mundial em setembro.
A União Soviética abordou a Alemanha em outubro de 1939 para comprar os então inacabados Prinz Eugen, Seydlitz e Lützow, além de planos de navios capitais, artilharia e outras tecnologias navais. A Kriegsmarine negou o pedido do Prinz Eugen e Seydlitz, porém concordou em vender o Lützow, torres de 380 milímetros e outras armas. O preço do navio foi estabelecido em 150 milhões de reichsmarks, quase o dobro do custo original, que tinha sido 83,59 milhões de reichsmarks. Especificações técnicas completas, resultados dos testes de motor e peças sobressalentes foram inclusas na venda. Foi estabelecido que oitenta por cento dos materiais seriam entregues dentro de doze meses após a transferência, com o restante sendo entregue em quinze meses. O Lützow foi renomeado para "L", seu nome original de contrato, para que pudesse ser transferido.
O acordo foi concluído em fevereiro de 1940, quando o Lützow estava em equipagem em Bremen. Seus canhões principais tinham sido transferidos para a Wehrmacht e instalados como armas ferroviárias, precisando serem desmontados e devolvidos a Bremen. O navio foi rebocado até Leningrado em 15 de abril por uma empresa privada de reboque alemã. A Kriegsmarine e a Frota Naval Militar Soviética concordaram que a Alemanha seria responsável pela escolta naval, que incluía contratorpedeiros e embarcações menores. O contra-almirante Otto Feige foi colocado no comando da operação. Ele também liderou uma comissão consultiva para ajudar nos esforços soviéticos para finalizar o cruzador.
Apenas as duas torres de artilharia dianteiras tinham sido instaladas quando o navio chegou em Leningrado, enquanto a maior parte da superestrutura estava faltando. As únicas armas secundárias instaladas eram os canhões antiaéreos de 37 milímetros. A Marinha Soviética renomeou a embarcação para Petropavlovsk em 25 de setembro de 1940, designando o esforço para finalizá-lo como Projeto 83. O projeto do navio serviu de base para um planejado cruzador pesado designado de Projeto 82, porém este foi cancelado antes de qualquer obra ter sido iniciada. O treinamento da tripulação soviética foi problemático: os soviéticos queriam que seus marinheiros treinassem na Alemanha, porém os alemães preferiam enviar instruções para a União Soviética. Barreiras linguísticas e inexperiência em treinamentos internacionais também prejudicaram os esforços.
Testes marítimos foram programados para começar em algum momento no final de 1941 e a tripulação soviética só iria começar seus treinamentos apenas um mês antes desses testes. Foi decidido que oficiais soviéticos treinariam em escolas navais alemãs em meados de 1941 e que cinco oficiais também treinariam a bordo do Seydlitz, quando este fosse comissionado para seus testes marítimos. Instrutores alemães seriam enviados para Leningrado a fim de treinar os tripulantes da sala de máquinas. Os manuais técnicos e de treinamento relevantes seriam enviados para a Marinha Soviética, mas apenas em alemão, na época que o Petropavlovsk fosse ser comissionado.

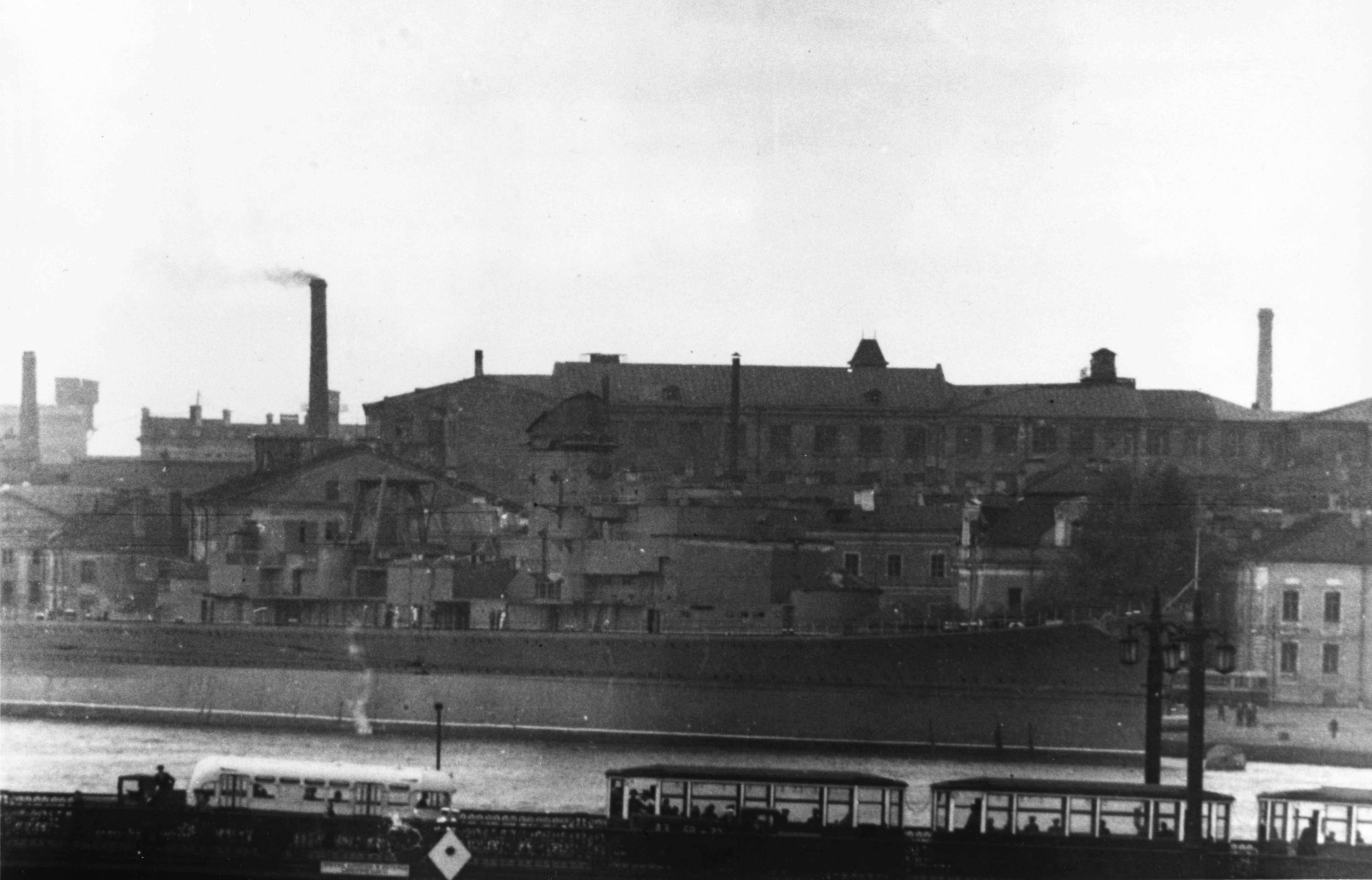
O Tallinn em Leningrado c. 1949

A Alemanha invadiu a União Soviética em junho de 1941, quando o cruzador ainda estava incompleto. Ele mesmo assim foi usado como bateria flutuante em agosto durante a defesa de Leningrado. Vários outros navios se juntaram ao Petropavlovsk no bombardeio a posições alemãs. A embarcação enfrentou forças alemãs cercando a cidade em 7 de setembro; ele disparou quarenta salvos de seus canhões dianteiros, gastando aproximadamente setecentos projéteis durante o ataque. O Petropavlovsk foi incapacitado dez dias depois pela artilharia pesada alemã, tendo sido atingido 53 vezes e sido forçado a se encalhar para que não afundasse.
O I Corpo Aéreo lançou um grande ataque contra as forças navais soviéticas em Leningrado no dia 4 de abril de 1942. Os navios no porto foram atacados por 62 Junkers Ju 87, 33 Junkers Ju 88 e 37 Heinkel He 111. O Petropavlovsk foi atingido uma vez, creditado ao major Hans-Ulrich Rudel, sofrendo danos sérios e afundando. A Marinha Soviética o reflutuou em 17 de setembro e o rebocou para o rio Neva, onde foi reparado. Foi renomeado para Tallinn em 1943 e voltou a servir no suporte à contraofensiva soviética que liberou Leningrado em 1944. O cruzador nunca foi completado e foi usado como navio-escola estacionário no pós-guerra. Foi depois usado como alojamento flutuante no Neva e renomeado para Dniepr em 1953. Não se sabe com certeza quando foi descartado: o historiador Erich Gröner relatou que ele sobreviveu até ser desmontado em 1960, Przemyslaw Budzbon disse que ele foi desmontado entre 1958 e 1959, já Tobias Philbin relatou que a desmontagem foi em 1953.